# 龙游站 (浙江省)
龙游站位于中国浙江省衢州市龙游县龙洲街道，邮政编码324400。建于1933年。离杭州站242公里，离株洲站712公里，隶属上海铁路局金华车务段管辖。现为三等站。客运：办理旅客乘降；行李、包裹托运，不办理货运业务。经过铁路有沪昆铁路、沪昆客运专线和建设中的衢丽铁路。

## 历史

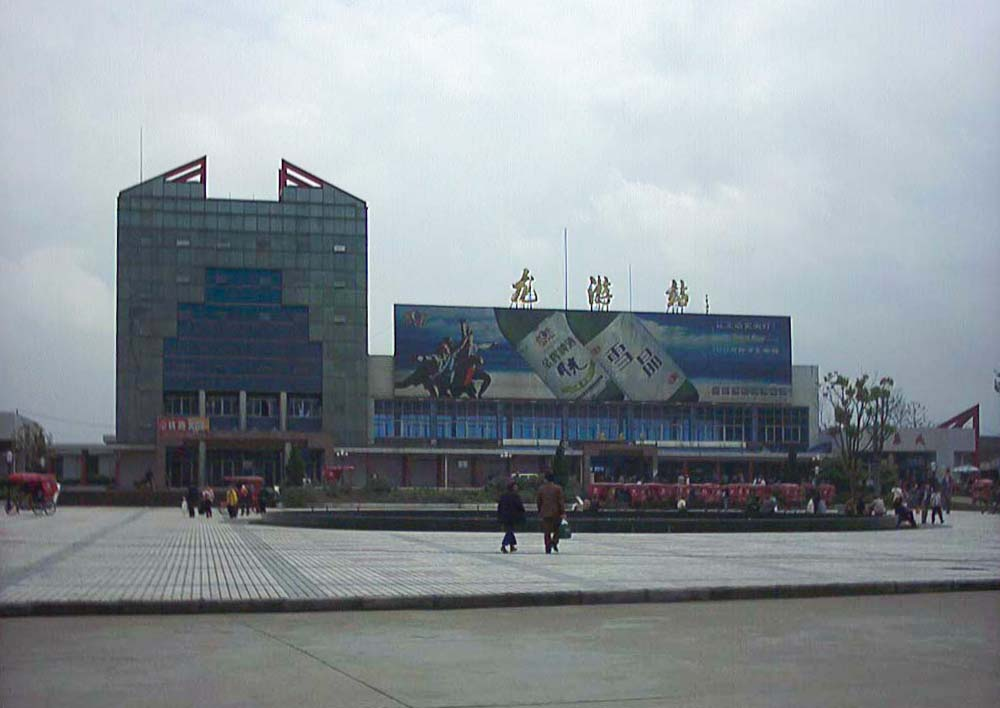
1996年建成的车站站房

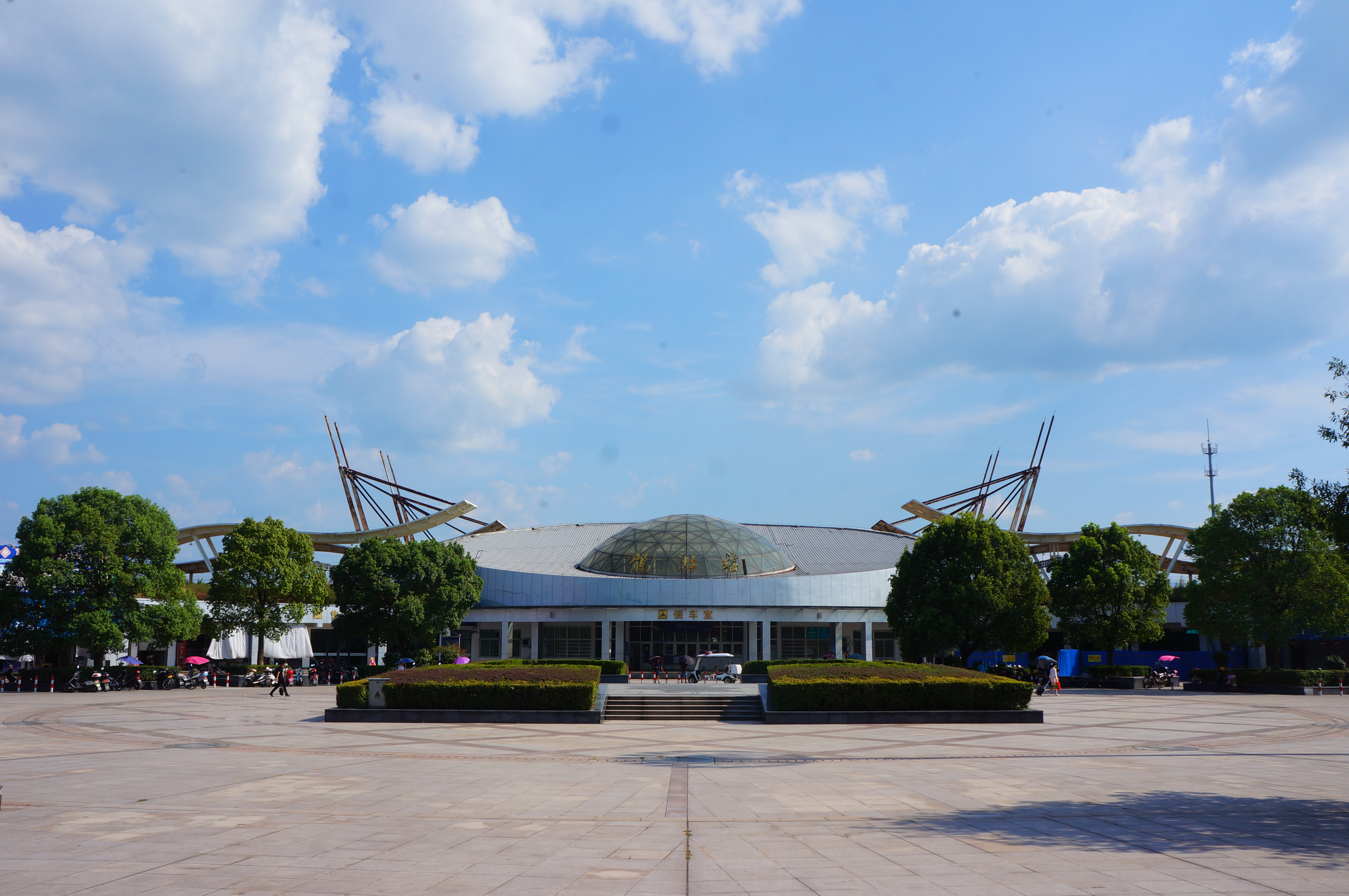
2006年建成的车站站房

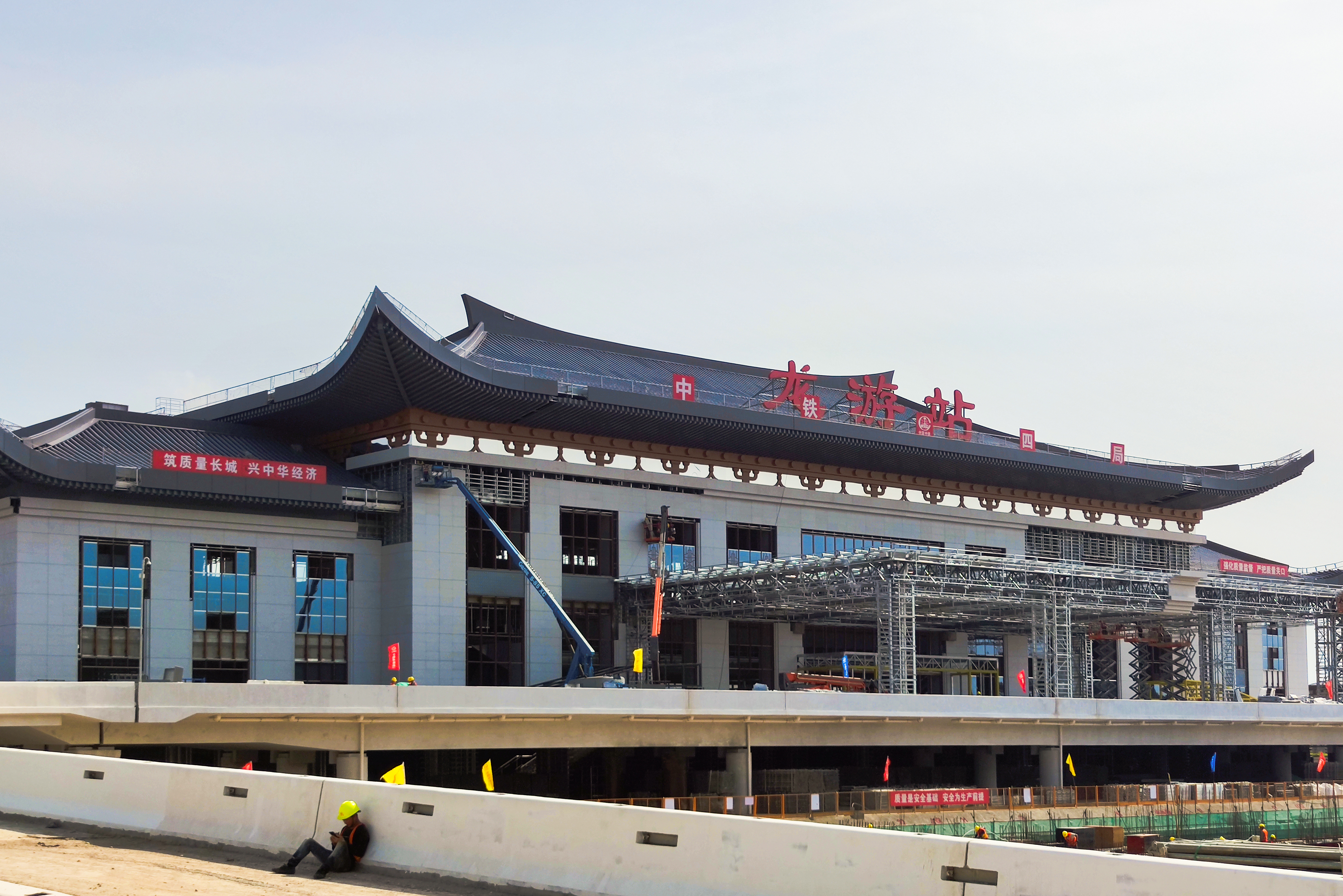
2021年，正在改建中的龙游站新站房

杭江铁路龙游站于1933年11月16日开通，1934年元旦，首列客运班车通车。站址位于现今的巨龙路。当时车站设有面积50平方米的站房，站场设有2条股道。1935年，国民政府曾在此建设南京至龙游铁路，计划经皖南至龙游与浙赣铁路相连，后因抗日战争爆发停工。至1950年，车站设有3条股道和2座站台。在1950年至1995年间，龙游站站先后经历5次扩建。其中旅客站房建于1978年，面积492平方米，1980年又新建面积127平方米的行包房。至1989年，车站设有1条正线、3条到发线、8条货物线和2条其他线，站场设2座覆盖雨棚的旅客站台。1995年11月18日再次动工改建，新建2075㎡站房，局部为6层，候车大厅可容纳1000人，于1997年6月1日投入使用。:357。目前龙游老火车站原址为东方广场；在老站东侧1.1千米处设有占地7900平方米的旧址。
2003年浙赣铁路电气化改造时，原先的龙游站已处在县城中心，为县城带来噪音、污染、安全等一系列问题。龙游县政府经过多方论证确定将龙游站南迁。2006年6月5日龙游新站投入运营。新站站房为圆形，建筑面积4070平方米，朝向北侧。售票处位于站房东侧，内设有3个售票窗口和4台自助取票机。候车室面积1600平方米，内覆盖有龙游当地的免费WiFi服务“i-longyou”。出站通道位于站西侧，以弧的形式绕行半个圆形站房；站场1、2站台雨棚造型以“龙型”为意向。2009年4月1日，龙游站开始接发动车组列车。
沪昆客运专线建设时，当地政府通过多方斡旋，争取到在龙游设立中间站。龙游站随即在既有站场南侧扩建高速场，同时对站房和站台进行了改造。2014年12月10日沪昆客运专线正式接入龙游站。杭长高铁开通后，龙游站的日均客发从400人次，急剧上升到2200人次，高峰期超过4000人次。
2018年，龙游当地政府以既有站房通风差、设施简陋、旅客进出站使用同一地道不安全为由计划对车站进行改造工程。改造工程包括重建站房、新建进站天桥及重建天桥下站台雨棚、新建上落客平台及改造站前广场等项目。2020年4月10日起，龍游站改造工程正式开工，车站停办客运业务。2020年12月，车站站场改造已完工，主体站房于12月26日结顶。2021年1月20日车站恢复办理部分高速铁路列车的客运业务，旅客进出站使用临时站房。新站房全部工程预计将于2021年6月25日完工投用。
- 车站候车室（2016年）
- 售票處（2016年）
- 1、2站台的雨棚装饰（2016年）
- 高速站场（2016年）

## 车站结构

### 站房
龙游站目前使用的站房于2021年投入使用，站房长147.5米、宽57米、高37.8米，面积15785.4平方米，外立面设计采用中国古建筑中“五脊殿”式造型，内部装修融入龙游石窟特有的石刻肌理元素和龙游笋竹、龙游民居、庭院等特色元素进行抽象演绎，并使用波浪形吊顶装饰，以展示龙游地形山水起伏的特点。。
大厅正面大屏两侧各设20*2.4米铜板山水画2副，分别为“姑蔑山川”与“龙游胜境”，展示了龙游的历史风貌；而吊顶壁画则选自龙游名人余绍宋的作品。站厅吊顶大面布置七座装饰大灯，此设计理念源自龙游石窟北斗七星地形图，并在灯的外罩上印有龙游的山水景点，自东往西依次体现春、夏、秋、冬四时应景。
新站房建筑共三层，其中两层为进站候车层，第一层为出站层。
- 车站候车室大厅
- 进站口
- 出站通道

### 站场

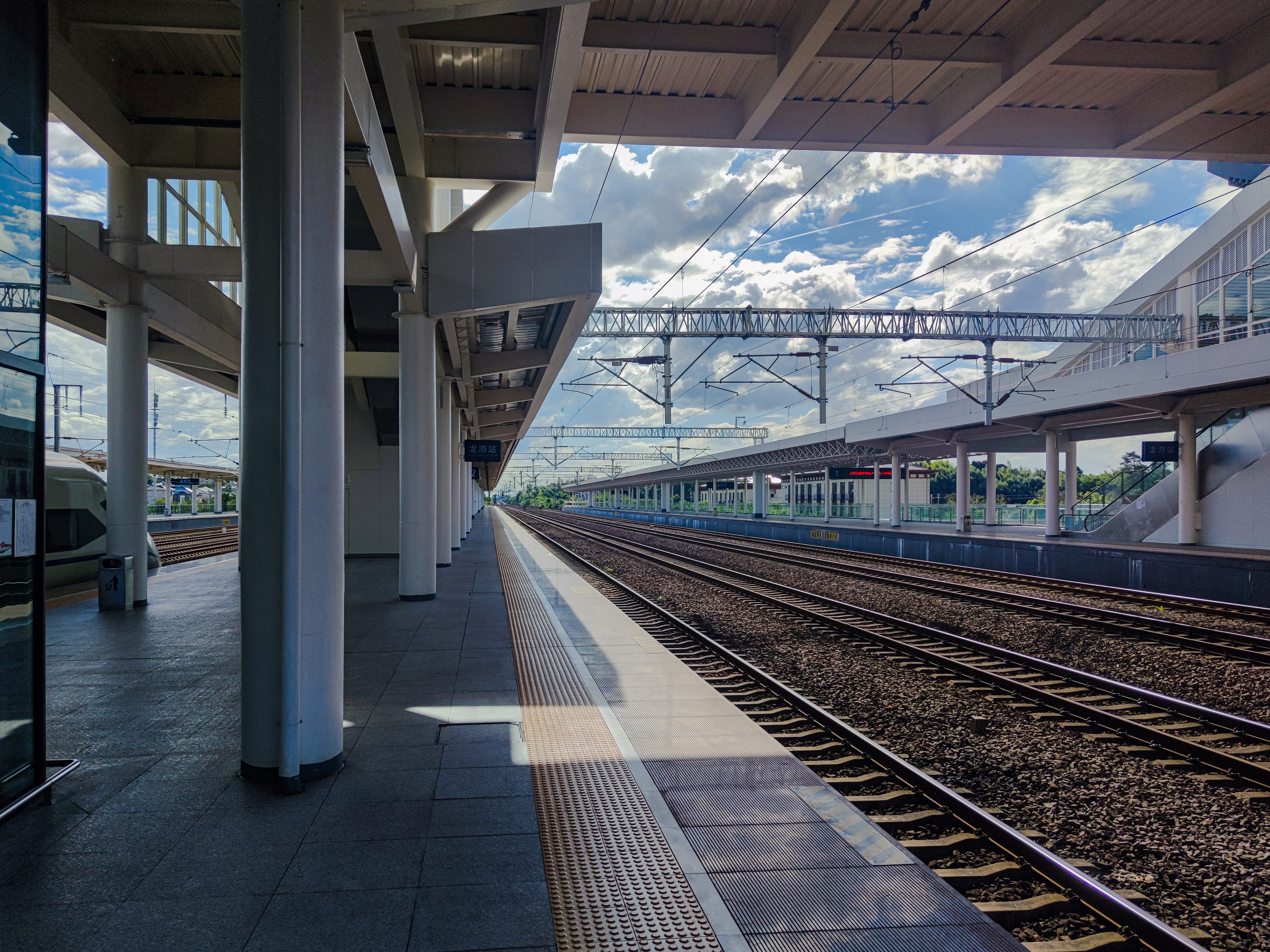
普速场站台

龙游站设有两个站场，普速场有沪昆铁路经过，设有2条到发线、2条正线；高速场有沪昆客运专线经过，设有2条到发线、2条正线。
| 侧式站台 |                                       |
| 1站台    | 沪昆铁路 往上海方向（龙游东站）       |
| 通过线   | 沪昆铁路上行列车通过线                |
| 通过线   | 沪昆铁路下行列车通过线                |
| 2站台    | 沪昆铁路 往昆明方向（衢州东站）       |
| 岛式站台 |                                       |
| 3站台    | 沪昆高速铁路 往上海虹桥方向（金华站） |
| 通过线   | 沪昆高速铁路上行列车通过线            |
| 通过线   | 沪昆高速铁路下行列车通过线            |
| 4站台    | 沪昆高速铁路 往昆明南站方向（衢州站） |
| 侧式站台 |                                       |

## 接驳交通
龙游站的接驳交通主要位于站前广场。东侧为公交车、出租车专用上下客停车场，西侧为私家车停车场。